# Acmaeodera labyrinthica
Acmaeodera labyrinthica  (лат.) — вид жуков-златок рода Acmaeodera из подсемейства Polycestinae (Acmaeoderini). Распространён в Новом Свете: США. Кормовым растением имаго являются Eschscholtzia californica (Chamberlin 1926:24); Eriophyllum lanatum (Beer 1944:107); Encelia farinosa, E. virginiensis actoni (Westcott, et al. 1979:174); Chaenactis fremontii (Bellamy 1982:359), а у личинок — Pinus ponderosa (Chamberlin 1926:24); Quercus garryana (Beer 1944:107).
Вид был впервые описан в 1899 году биологом Генри Клинтоном Фоллом (Henry Clinton Fall).